# Sandur

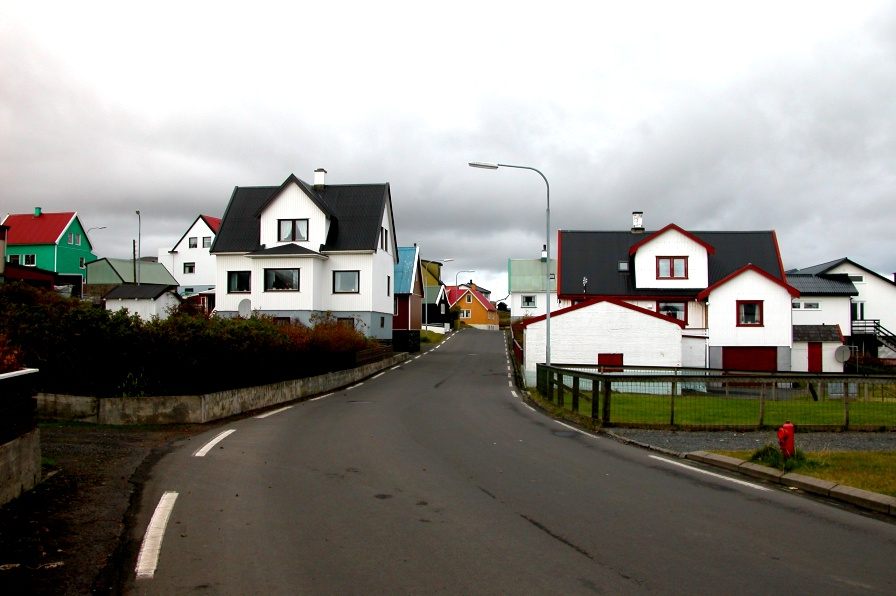
Sandur

Sandur (což znamená písečná pláž) je vesnice nacházející se na Faerských ostrovech, konkrétně na jižním pobřeží ostrova Sandoy, na rozmezí jezer Gróthúsvatn na severozápadě a Sandsvatn na severovýchodě, s výhledem na zátoky Grótvík a Sandsvágur na jihu. V lednu 2010 zde žilo 558 obyvatel. Jedná se o nejlidnatější místo na ostrově.

## Historie
Historie vesnice sahá do 11. století. Vykopávky odhalily základy kostela z té doby. Je to místo, kde se každoročně konal místní Várting. Dnes se zde nachází typický dřevěný kostel. V roce 1988 moderní kostel postihl zničující požár, při kterém se rozpustilo veškeré kostelní stříbro. Požár byl přitom založen úmyslně. Již v následujícím roce byl kostel obnoven, právě v době jeho 150. výročí. V roce 1863 byl při rozšiřování kostela nalezen poklad skládající se z 98 stříbrných mincí z 11. století, přičemž polovina z nich byla německého původu. Dále v roce 1989 archeologové objevili pohanské pohřebiště z dob Vikingů. Našla se zde zachovalá kostra ženy z Faerských ostrovů, asi 150 cm dlouhá. V hrobě byly i tři korálky jantaru, modré korálky a nůž.
Původní vodní mlýn v Sandur pocházející z 18. století je dnes v Dánsku. Místní muzeum Sands Bygdasavn dnes vystavuje předměty každodenního života předků místních obyvatel.

## Turistika

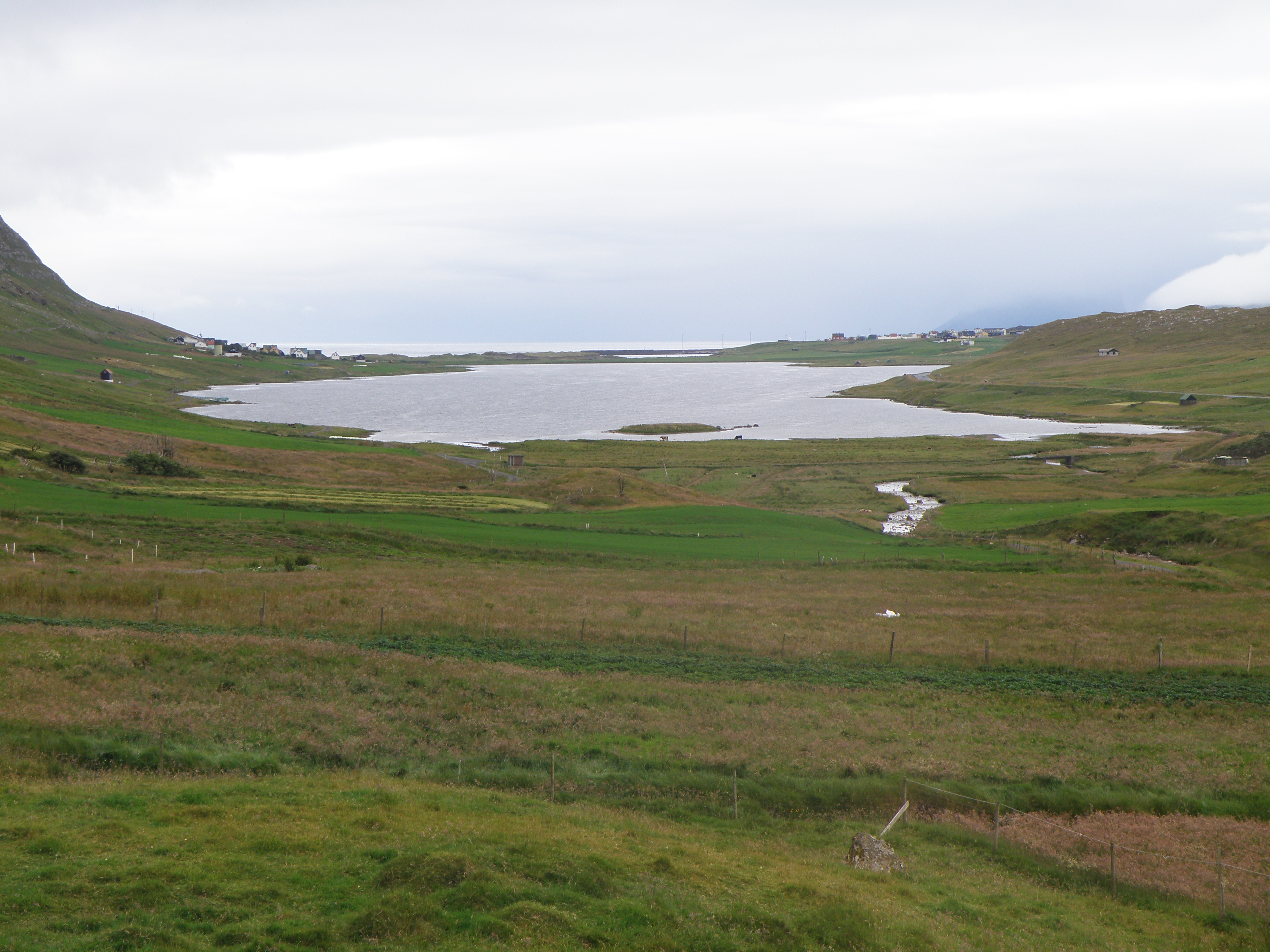
Jezero Sandsvatn na ostrově Sandoy. Je to třetí největší jezero na Faerských ostrovech

Dopravní spojení na ostrov je z přístavu Tórshavn do přístavu Gamlarætt nebo Skopun. K obci je přístup podél jezera Sandsvatn po cestě 30. Z této obce je dopravní spojení do všech ostatních obcí na ostrově. Vzhledem k topografii ostrova je to místo vhodné na běžné procházky a cyklistiku. Oblíbené jsou výlety do Søltuvíku na západním pobřeží, Skarvanesu na jihu a Húsavíku na východním pobřeží. V obci se nachází jeden ze tří kempů. Další dva kempy jsou v Husavik a v Dalure. Pro ubytování slouží hotel Ísansgarður.

## Sands Bygdasavn
Významnou institucí ve vesnici je muzeum umění Sands Bygdasavn. Muzeum a umělecká díla v něm byly darem od Sofusa Olsena. Muzeum bylo postaveno v roce 2005 a předány obci Sandur v prosinci 2005, na 92. narozeniny pana Olsena.

## Sport
Sandur je nejvíce známý pro svůj fotbalový klub B71 Sandoy, který si užil skromný úspěch ve Faerské fotbalové lize a UEFA.

## Galerie

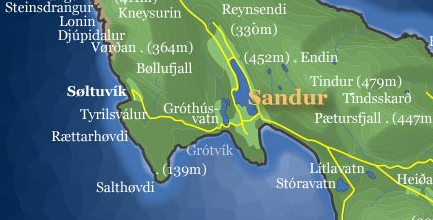
Okolí Sanduru
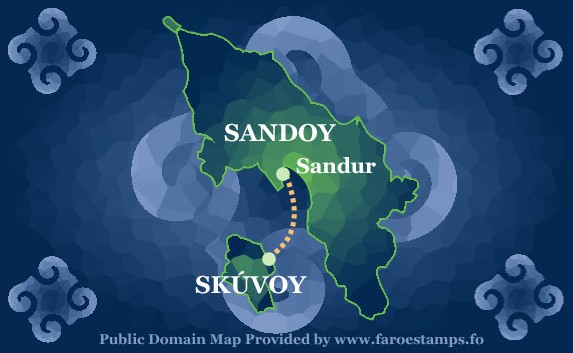
Cesta vedoucí z ostrova Sandoy na ostrov Skúvoy
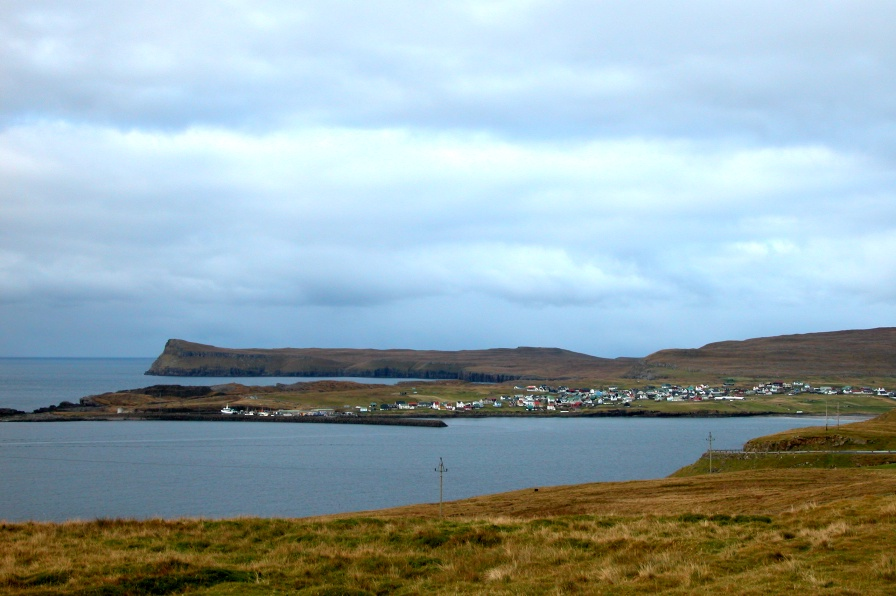
Jezero Sandsvágur
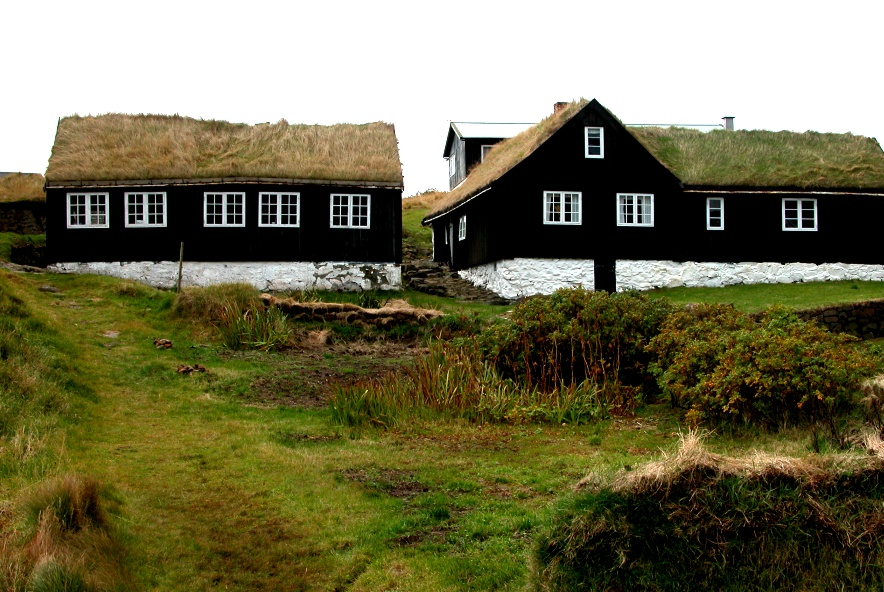
Sands Bygdasavn
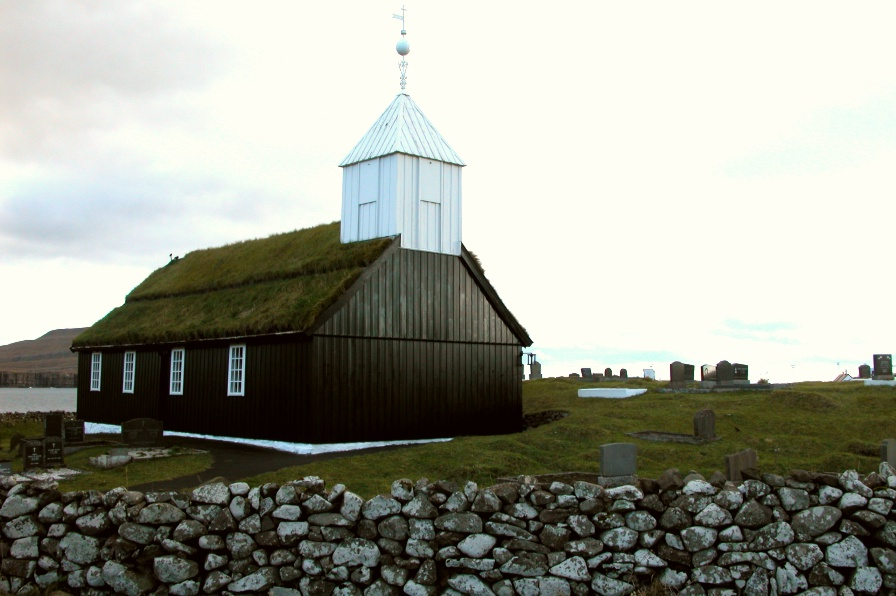
Kostel v Sanduru
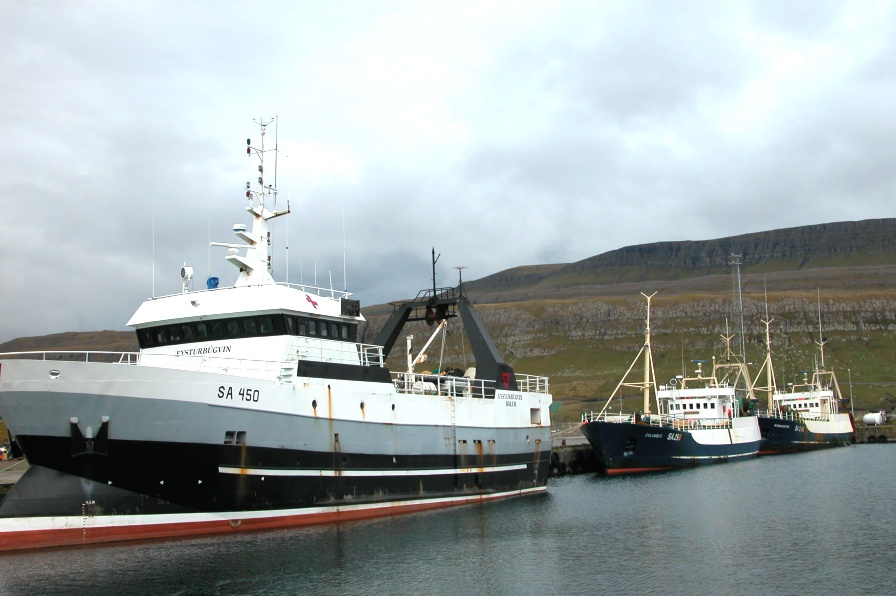
Přístav v Sanduru